# Echimyidae
Echimyidae là một họ động vật có vú trong bộ Gặm nhấm. Họ này được Gray miêu tả năm 1825.

## Phân loại
- Họ Echimyidae
  - †Cercomys
  - †Maruchito
  - †Paulacoutomys
  - †Willidewu
  - Phân họ †Adelphomyinae
    - †Adelphomys
    - †Deseadomys
    - †Paradelphomys
    - †Stichomys
    - †Xylechimys

  - Phân họ Dactylomyinae
    - Dactylomys
    - Kannabateomys
    - Olallamys

  - Phân họ †Heteropsomyinae - tuyệt chủng ở Tây Ấn
    - †Boromys
    - †Brotomys
    - †Heteropsomys
    - †Puertoricomys

  - Phân họ Eumysopinae
    - †Acarechimys
    - †Chasichimys
    - †Eumysops
    - Hoplomys
    - Lonchothrix
    - Mesomys
    - †Palaeoechimys
    - †Pampamys
    - †Pattersomys
    - †Protacaremys
    - †Protadelphomys
    - †Sallamys
    - Proechimys
    - Thrichomys
    - Trinomys
    - Tông Euryzygomatomyini
      - Carterodon
      - Clyomys
      - Euryzygomatomys

  - Phân họ Echimyinae
    - Callistomys
    - Diplomys
    - Echimys
    - Isothrix
    - Makalata
    - Pattonomys
    - Phyllomys
    - Santamartamys
    - Toromys

## Hình ảnh

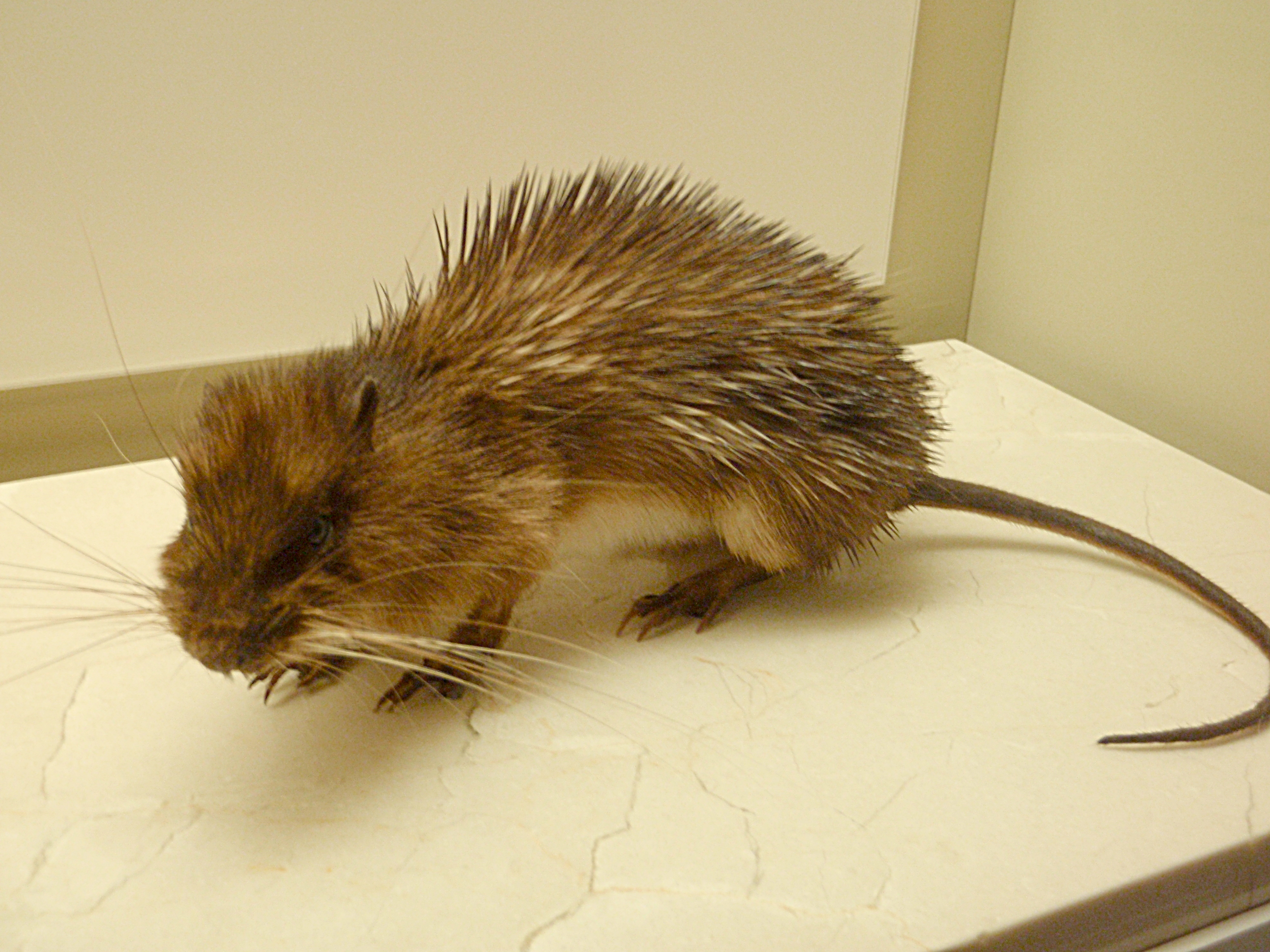
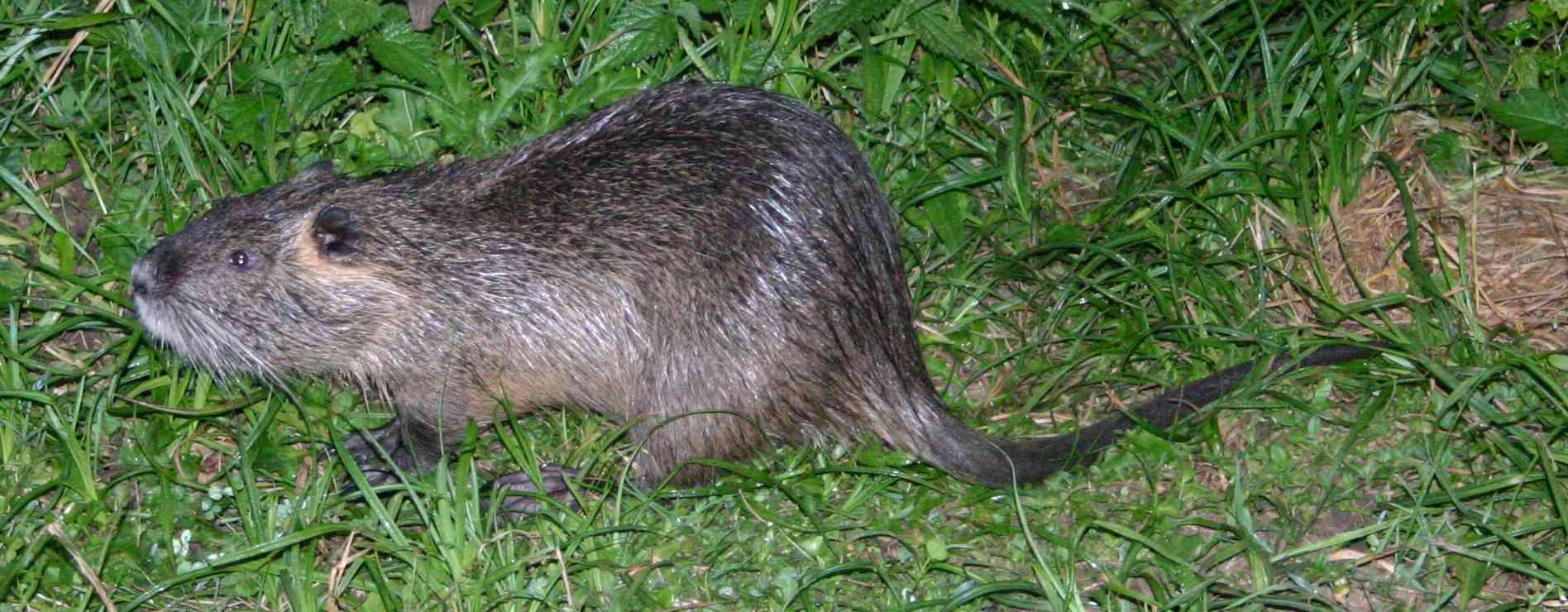